# Philoros nora
Philoros nora är en fjärilsart som beskrevs av Druce 1906. Philoros nora ingår i släktet Philoros och familjen björnspinnare. Inga underarter finns listade i Catalogue of Life.